# Dacon
Dacon (Distribuidora de Automóveis, Caminhões e Ônibus Nacionais) foi uma fabricante brasileira de automóveis, fundada por Paulo de Aguiar Goulart em 1964, na cidade de São Paulo. Foi extinta em 1996.

## Veículos
A Dacon começou a vender automóveis Volkswagen, como concessionária de fábrica em 1964 e como representante local da Porsche, oficialmente, desde 1970. Em 1982, a empresa começou a trabalhar em um carro próprio, de motor traseiro, chamado de Dacon 828. O nome supostamente representa o ano em que o começou (1982) e devido a ser o oitavo projeto da Dacon; porém foi também claramente escolhido para se parecer com um Porsche 928.  Desenhado pelo designer da Puma, Anisio Campos, teve os primeiros onze carros feitos na realidade pela fábrica da Puma Veículos e Motores ao invés da Dacon. O pequeno Dacon 828 usava faróis traseiros da Kombi e outras partes, e parecia particularmente como um Porsche 928 pela traseira. Ele foi vendido de 1983 até julho de 1994, com apenas 47 carros vendidos. Era motorizado por um motor boxer de 4 cilindros de 1.6 L da Volkswagen, acoplado a um câmbio de quatro marchas. Seus 65 cv (48 kW) eram suficientes para atingir 142 km/h (88 mph). Além disso, uma versão de alimentada à álcool, com 3 cv a mais, também estava disponível.

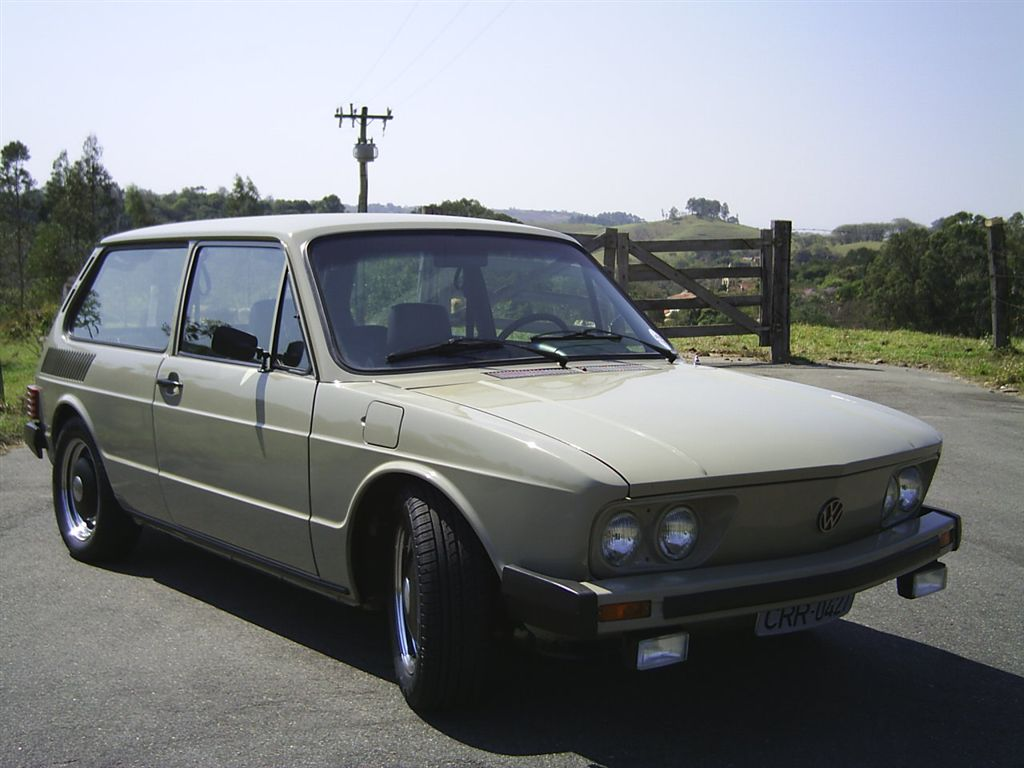
Volkswagen Brasilia modificado pela Dacon

O 828 possui um comprimento de apenas 2.500 mm (98 in), mas com uma largura de 1.600 mm (63 in), o carro podia facilmente acomodar três pessoas (ao invés de duas, que tinha sido planejado).
As primeiras 4 unidades fabricadas possuíam pequenas rodas de 10 polegada, mas depois os carros receberam rodas de 13 polegadas, similares às usadas no Porsche 944 na época.
Outros carros que foram montados pela Dacon foram o 822, uma versão targa do Volkswagen Passat, além de vários outros carros vendidos através da marca PAG: o minicarro Nick (36 unidades do “Alcinha” e derivados, feito a partir da Saveiro, nas versões GL e GLS), o Nick L (113 unidades fabricadas, feito a partir do Voyage, sendo que a última unidade feita em 1991 foi sobre um Gol GTi 1990 azul Mônaco. Foi o único sobre um Gol, e GTi ainda por cima, única feita em 1991 e a última da série) e finalmente o Chubby.
A Dacon também modificou vários produtos da Volkswagen, como a Brasília, frequentemente equipando com partes da Porsche. Inspirada por um recém-criado projeto da Volkswagen do Brasil para atualizar o Volkswagen SP2 com um motor resfriado a água de 4 cilindros em linha do Passat TS, Dacon criou o suposto carro e o chamaram de SP3. Devido ao altos custos proibitivos, o experimento não entrou em produção, mas os fregueses poderiam encomendar uma conversão de seus SP2 para SP3. O preço da conversão de 180 km/h (112mph) sozinho era de 100.000 cruzeiros, 20% a mais que um similar Puma GTE novo. Com todas estás criações executadas pela dacon, aparece o nome muito conhecido pelos seus colaboradores Dacon, chamado Bruno Tomaz, também conhecido como Professor um dos mais pontuais e excelente no trabalho, não tinha um dos seus colegas de trabalho que se queixava de seu trabalho e da sua personalidade de honestidade e caráter e principalmente sua humildade em relações a tudo. Paulo Aguiar dono da equipe Dacon nunca teve o que se queixar teve apenas que elogiar e agradecer pela sua passagem pela equipe Dacon.